# ジョー・ドークセン
ジョー・ドークセン（Joe Doerksen、1977年10月9日 - ）は、カナダの男性総合格闘家。マニトバ州ウィニペグ出身。カナディアン・ファイティング・センター所属。ブラジリアン柔術黒帯。ジョー・ダークセンとも表記される。

## 来歴
1999年2月6日、Bas Rutten Invitational 1で総合格闘技デビュー。1日4試合のトーナメントに出場し、決勝でユージーン・ジャクソンに敗れた。11月13日にはExtreme Challenge1回戦でマット・ヒューズに敗れた。
2001年11月2日、SuperBrawlミドル級王座決定戦でイーゲン井上と対戦し、アンクルホールドで一本負けを喫し王座獲得に失敗した。
2003年6月13日、SuperBrawl 30ミドル級トーナメントに出場し、優勝を果たした。
2004年5月14日、FFCミドル級王座決定戦でクリス・リーベンと対戦し、3-0の判定勝ちを収め王座獲得に成功した。
2004年8月21日、UFC初参戦となったUFC 49でジョー・リッグスと対戦し、グラウンドの肘打ちでギブアップ負けを喫した。
2007年4月13日、DEEP 29 IMPACTでキム・デウォンと対戦し、三角絞めで一本勝ち。
2007年8月5日、WEC 29のWEC世界ミドル級王座決定戦でパウロ・フィリオと対戦し、パウンドでTKO負けを喫し王座獲得に失敗した。

### 戦極
2008年11月1日、戦極初参戦となった戦極 〜第六陣〜のミドル級（-83kg）グランプリシリーズ2008リザーブマッチで竹内出と対戦し、マウントパンチでTKO勝ちを収めた。
2009年9月23日、戦極 〜第十陣〜で佐藤豪則と対戦し、パウンドでTKO勝ちを収めた。

### UFC復帰
2010年5月8日、2年ぶりのUFC参戦となったUFC 113でトム・ローラーと対戦し、チョークスリーパーで一本勝ち。9月25日、UFC 119でCB・ダラウェイと対戦し、ギロチンチョークで一本負けを喫した。
2010年12月、2連敗でUFCからリリースされた。
2015年8月、引退を表明した。

## 戦績
| 総合格闘技 戦績 | 総合格闘技 戦績 | 総合格闘技 戦績 | 総合格闘技 戦績 | 総合格闘技 戦績 | 総合格闘技 戦績 | 総合格闘技 戦績 |
| --------------- | --------------- | --------------- | --------------- | --------------- | --------------- | --------------- |
| 67 試合         | (T)KO           | 一本            | 判定            | その他          | 引き分け        | 無効試合        |
| 51 勝           | 8               | 35              | 8               | 0               | 0               | 0               |
| 16 敗           | 5               | 6               | 5               | 0               | 0               | 0               |

| 勝敗 | 対戦相手                     | 試合結果                                 | 大会名                                                            | 開催年月日     |
| ○    | トニー・ロペス               | 5分3R終了 判定3-0                        | KOTC: Madness                                                     | 2014年9月19日  |
| ○    | マイク・ケント               | 1R 2:29 腕ひしぎ十字固め                 | Canadian Fighting Championship 8                                  | 2013年9月13日  |
| ○    | カリブ・スターンズ           | 5分3R終了 判定3-0                        | Aggression FC 11: Takeover                                        | 2012年9月15日  |
| ○    | ジョエル・パウエル           | 2R 3:25 リアネイキドチョーク             | Aggression FC 10: Rise                                            | 2012年6月15日  |
| ×    | ブレット・クーパー           | 1R 3:55 TKO（パンチ連打）                | SFS 2: Doerksen vs. Cooper                                        | 2011年10月14日 |
| ○    | ルイージ・フィオラヴァンティ | 5分3R終了 判定3-0                        | SFS 1: Mein vs. Zaromskis                                         | 2011年6月10日  |
| ×    | ヘクター・ロンバード         | 1R 4:13 TKO（ドクターストップ）          | CFC 16 【CFCミドル級タイトルマッチ】                              | 2011年3月25日  |
| ×    | ダン・ミラー                 | 5分3R終了 判定1-2                        | UFC 124: St-Pierre vs. Koscheck 2                                 | 2010年12月11日 |
| ×    | CB・ダラウェイ               | 1R 2:13 ギロチンチョーク                 | UFC 119: Mir vs. Cro Cop                                          | 2010年9月25日  |
| ○    | ショーン・マーチャンド       | 1R 0:43 TKO（パンチ連打）                | Canadian Fighting Championship 5                                  | 2010年6月4日   |
| ○    | トム・ローラー               | 2R 2:10 チョークスリーパー               | UFC 113: Machida vs. Shogun 2                                     | 2010年5月8日   |
| ○    | チャド・ヘリック             | 5分3R終了 判定2-1                        | KOTC: Bad Boys 2                                                  | 2010年4月16日  |
| ○    | 佐藤豪則                     | 2R 4:27 TKO（パウンド）                  | 戦極 〜第十陣〜                                                   | 2009年9月23日  |
| ○    | グレゴリー・バベーヌ         | 2R 4:18 三角絞め                         | Canadian Fighting Championships 2                                 | 2009年5月22日  |
| ○    | 竹内出                       | 3R 4:13 TKO（マウントパンチ）            | 戦極 〜第六陣〜 【ミドル級グランプリシリーズ2008 リザーブマッチ】 | 2008年11月1日  |
| ○    | ジョン・メイヤー             | 5分3R終了 判定2-1                        | Vipers MMA: Venon at the Snakepit                                 | 2008年8月29日  |
| ×    | ジェイソン・マクドナルド     | 2R 0:54 TKO（グラウンドの肘打ち）        | UFC 83: Serra vs. St-Pierre 2                                     | 2008年4月19日  |
| ×    | エド・ハーマン               | 3R 0:39 KO（左フック）                   | UFC 78: Validation                                                | 2007年11月17日 |
| ×    | パウロ・フィリオ             | 1R 4:07 TKO（パウンド）                  | WEC 29: Condit vs. Larson 【WEC世界ミドル級王座決定戦】           | 2007年8月5日   |
| ○    | BJ・レイシー                 | 2R 1:11 TKO（パンチ連打）                | GFS: Colosseum 5                                                  | 2007年5月25日  |
| ○    | キム・デウォン               | 1R 3:35 三角絞め                         | DEEP 29 IMPACT                                                    | 2007年4月13日  |
| ○    | ライアン・マッギヴァーン     | 1R 3:04 チョークスリーパー               | IFL: World Championship Semifinals                                | 2006年11月2日  |
| ○    | ブライアン・フォスター       | 2R 3:40 チョークスリーパー               | IFL: Gracie vs. Miletich                                          | 2006年9月23日  |
| ○    | トッド・カーニー             | 1R 2:39 チョークスリーパー               | Extreme Challenge 67                                              | 2006年6月30日  |
| ○    | リレミー・ジョンソン         | 1R 4:30 ギブアップ（パンチ連打）         | Combat in the Cage 2                                              | 2006年5月20日  |
| ○    | トーマス・ラッセル           | 1R 0:44 チョークスリーパー               | GFS: Colosseum of Champions                                       | 2006年4月15日  |
| ×    | ネイサン・マーコート         | 5分3R終了 判定0-3                        | UFC 58: USA vs. Canada                                            | 2006年3月4日   |
| ×    | ジェイソン・マクドナルド     | 4R 4:37 チョークスリーパー               | UCW 3                                                             | 2005年10月22日 |
| ○    | ブレンダン・セグイン         | 3R 1:49 TKO（パンチ連打）                | KOTC: Firestorm                                                   | 2005年9月24日  |
| ×    | マット・リンドランド         | 5分3R終了 判定0-3                        | UFC 54: Boiling Point                                             | 2005年8月20日  |
| ○    | アート・サントーレ           | 5分3R終了 判定3-0                        | Freedom Fight: Canada vs. USA                                     | 2005年7月9日   |
| ○    | パトリック・コーテ           | 3R 2:35 チョークスリーパー               | UFC 52: Couture vs Liddell 2                                      | 2005年4月16日  |
| ○    | マット・クノーブ             | 1R 1:08 三角絞め                         | IFC: Eve of Destruction                                           | 2005年3月5日   |
| ○    | エド・ハーマン               | 3R 2:12 三角絞め                         | SportFight 7: Frightnight                                         | 2004年10月23日 |
| ×    | ジョー・リッグス             | 2R 3:39 ギブアップ（グラウンドの肘打ち） | UFC 49: Unfinished Business                                       | 2004年8月21日  |
| ○    | クリス・リーベン             | 5分3R終了 判定3-0                        | FFC 9 【FFCミドル級王座決定戦】                                   | 2004年5月14日  |
| ○    | 福田力                       | 5分3R終了 判定3-0                        | SuperBrawl 35                                                     | 2004年4月16日  |
| ○    | ダニー・アンダーソン         | 1R 3:40 腕ひしぎ十字固め                 | Extreme Challenge 56                                              | 2004年3月26日  |
| ○    | ブレンダン・セギーン         | 1R 2:14 TKO（パウンド）                  | SuperBrawl 30: Collision Course 【ミドル級トーナメント 決勝】     | 2003年6月13日  |
| ○    | ジェイ・バック               | 1R 0:36 TKO（キック）                    | SuperBrawl 30: Collision Course 【ミドル級トーナメント 準決勝】   | 2003年6月13日  |
| ○    | デジ・マイナー               | 1R 2:20 チョークスリーパー               | SuperBrawl 30: Collision Course 【ミドル級トーナメント 1回戦】    | 2003年6月13日  |
| ○    | カイル・ジェンセン           | 1R 4:40 チキンウィングアームロック       | Extreme Combat                                                    | 2003年6月7日   |
| ○    | アンソニー・マシアス         | 1R 3:10 TKO（パンチ連打）                | Freestyle Fighting Championships 5                                | 2003年4月25日  |
| ○    | デニス・カーン               | 1R 4:49 三角絞め                         | UCC 11: The Next Level                                            | 2002年10月11日 |
| ○    | トラビス・ガルブレイス       | 1R 三角絞め                              | World Freestyle Fighting 2                                        | 2002年6月22日  |
| ×    | デビッド・ロワゾー           | 5分3R終了 判定0-3                        | UCC 7: Bad Boyz                                                   | 2002年1月25日  |
| ×    | イーゲン井上                 | 1R 0:56 アンクルホールド                 | SuperBrawl 22 【SuperBrawlミドル級王座決定戦】                    | 2001年11月2日  |
| ×    | ステファン・ポトヴァン       | 5分2R終了 判定0-3                        | UCC 6: Redemption                                                 | 2001年10月19日 |
| ○    | ロビー・ニューマン           | 1R 1:45 腕ひしぎ十字固め                 | Extreme Challenge 44                                              | 2001年9月15日  |
| ○    | レイ・マクダニエル           | 1R ギブアップ（パンチ連打）              | Gladiators 16                                                     | 2001年6月30日  |
| ○    | ブレット・アルアザウィ       | 1R 2:58 V1アームロック                   | Ultimate Wrestling: Ultimate Fight Minnesota                      | 2001年6月2日   |
| ○    | スコット・ヴェンティミグリア | 1R 2:33 腕ひしぎ十字固め                 | Rings USA: Battle of champions                                    | 2001年3月17日  |
| ○    | ジョン・アレッシオ           | 2R 3:48 チョークスリーパー               | Superbrawl 19: Futurebrawl 2000                                   | 2000年11月14日 |
| ○    | デビッド・ファーガソン       | 1R 腕ひしぎ十字固め                      | Dangerzone: Night of the Beast                                    | 2000年10月28日 |
| ○    | エイドリアン・セラーノ       | 1R 2:17 V1アームロック                   | Extreme Challenge 36                                              | 2000年8月26日  |
| ○    | マーク・ウォーターズ         | 1R 2:34 チョークスリーパー               | Extreme Challenge 36                                              | 2000年8月26日  |
| ○    | マイク・ヒューザー           | 1R 10:51 腕ひしぎ十字固め                | Dangerzone: Battle at the Bear                                    | 2000年7月8日   |
| ○    | リー・マーレイ               | 1R 1:19 腕ひしぎ十字固め                 | Extreme Challenge 34 【決勝】                                     | 2000年6月17日  |
| ○    | マーク・ジャキス             | 1R 3:54 腕ひしぎ十字固め                 | Extreme Challenge 34 【1回戦】                                    | 2000年6月17日  |
| ○    | ジョン・レンケン             | 1R 2:24 V1アームロック                   | Ultimate Fights                                                   | 2000年2月24日  |
| ×    | マット・ヒューズ             | 2R 0:25 ギブアップ（パンチ連打）         | Extreme Challenge 29 【1回戦】                                    | 1999年11月13日 |
| ○    | クリス・カスター             | 1R 3:17 腕ひしぎ十字固め                 | WEF 7: Stomp in the Swamp                                         | 1999年10月9日  |
| ○    | リック・グレイブソン         | 1R 1:14 チキンウィングアームロック       | Extreme Challenge 27                                              | 1999年8月21日  |
| ×    | ユージーン・ジャクソン       | 1R 1:15 ネックロック                     | Bas Rutten Invitational 1 【決勝】                                | 1999年2月6日   |
| ○    | デニス・リード               | 1R 1:23 三角絞め                         | Bas Rutten Invitational 1 【準決勝】                              | 1999年2月6日   |
| ○    | ロン・ロブリー               | 1R 1:16 チョークスリーパー               | Bas Rutten Invitational 1 【2回戦】                               | 1999年2月6日   |
| ○    | アバンディオ・ムニョス       | 1R 2:41 チョークスリーパー               | Bas Rutten Invitational 1 【1回戦】                               | 1999年2月6日   |

## 獲得タイトル
- Extreme Challenge 34 優勝（2000年）
- SuperBrawl 30ミドル級トーナメント 優勝（2003年）
- FFCミドル級王座（2004年）